# Welcome to the Jungle (película de 2007)
Welcome to the Jungle es una película de terror y docuficción de metraje encontrado estadounidense de 2007 dirigida por Jonathan Hensleigh y protagonizada por Sandy Gardiner, Callard Harris, Nickolas Richey y Veronica Sywak. Un homenaje estilístico a la muy controvertida película de terror de culto Holocausto caníbal, la película sigue a un grupo de reporteros ambiciosos que se enfrentan a una tribu nativa sedienta de sangre.

## Argumento
La trama de Welcome to the Jungle trata sobre dos parejas jóvenes (Colby & Mandi, Mikey & Bijou) que van al suroeste de Nueva Guinea desde Fiyi para encontrar a Michael Rockefeller, el hijo del gobernador de Nueva York, Nelson Rockefeller .quien desapareció en 1961, y vender una entrevista con él a los tabloides por $1 000 000. Después de un encuentro cercano con criminales armados y guardias fronterizos psicópatas, reciben evidencia de una comunidad local que sugiere que Michael Rockefeller aún puede estar vivo. El grupo finalmente llega al lugar donde se vio por última vez a Rockefeller. Mientras continúan adentrándose en la jungla, encuentran a dos misioneros cristianos. También se encuentran con un hombre australiano de mediana edad que advierte al grupo que no moleste a las tribus de la zona o, de lo contrario, los matarán. Sin embargo, las tensiones aumentan entre las dos parejas, lo que finalmente atrae la atención de una tribu caníbal local sedienta de sangre. Acechan a Mikey y Bijou mientras están en un bote improvisado en el río y luego los atacan cuando se dirigen a la orilla.
A la mañana siguiente, Colby y Mandi se dan cuenta de que faltan la mayoría de sus pertenencias esenciales y temen que Mikey y Bijou se hayan llevado sus artículos y hayan seguido adelante para encontrar y entrevistar a Rockefeller sin ellos. Luego deciden ir a buscar a sus amigos pero terminan encontrando sangre y pedazos de su ropa en la orilla donde fueron secuestrados. Temiendo por su bienestar, Colby y Mandi continúan adentrándose en la jungla y más tarde ese día encuentran el cuerpo de Bijou. Esa misma noche encuentran los cuerpos a medio comer de los misioneros cristianos a quienes conocieron antes. Y eventualmente encuentran a Mikey, cuyas piernas y brazos han sido comidos; deciden matarlo por piedad y escapar. Después de escapar de los caníbales, la joven pareja se encuentra con una tribu aparentemente más amistosa que los invita a su aldea y les proporciona comida. Colby y Mandi luego hablan sobre lo que van a hacer con sus vidas después de escapar, pero su conversación se interrumpe cuando la tribu los deja inconscientes y los mata mientras su cámara portátil continúa filmando. Segundos después, se ve a un hombre blanco mayor alejándose de la tribu.

## Reparto
- Sandy Gardiner como Mandi
- Callard Harris como Colby
- Nick Richey como Mikey
- Veronica Sywak como Bijou
- D. Kevin Epps como guerrero chamán de Fiyi
- John Leonetti como piloto de helicóptero
- Clifton Morris como guerrero de Fiyi
- Rich Morris como misionero cristiano
- Jeran Pascascio como guerrero de Fiyi
- Del Roy como anciano
- Darren Anthony Thomas como guerrero de Fiyi

## Lanzamiento
La película se estrenó en el Festival de Cine de FrightFest de Londres el 19 de abril de 2007 antes de ser lanzada directamente en DVD en la mayoría de los territorios principales.
- Datos: Q1033398

1. ↑  Newman, Kim (2011). Nightmare Movies : Horror on Screen since The 1960s.. Bloomsbury Publishing Plc. p. 443. ISBN 978-1-4088-1750-6. OCLC 1020690636. Consultado el 17 de octubre de 2022.
2. ↑  Fernandez-Vander Kaay, Kathleen (2016). Horror films by subgenre : a viewer's guide. p. 46. ISBN 978-0-7864-9837-6. OCLC 908375271. Consultado el 17 de octubre de 2022.